# 京都府第1区
京都府第1区（きょうとふだい1く）は、日本の衆議院議員総選挙における選挙区。1994年（平成6年）の公職選挙法改正で設置。

## 区域
1994年（平成6年）公職選挙法改正以降の区域は以下のとおりである。
- 京都市
  - 北区
  - 上京区
  - 中京区
  - 下京区
  - 南区

## 歴史
京都市の中心部全域をほぼカバーしている。立命館大学や同志社大学などの大学や伝統産業に従事する中小企業が多い。設置以来、自民党の伊吹文明と日本共産党の穀田恵二が毎回激しい選挙戦を繰り広げていた。衆院議長や党幹事長、財相などの要職を歴任してきた伊吹が強固な地盤を築き当選を重ねていたが、共産党の勢力も強く、穀田も毎回5万票前後の票を得て比例復活してきた。なお、重複立候補制度導入以降9回の衆院選で、9回とも比例復活している議員は穀田のみである。この背景には、日本共産党は他党で行われているような比例名簿における「重複立候補者同士は同率順位」としておらず常に穀田を名簿1位としているため、穀田が小選挙区で供託金没収とならない10%以上の得票率があり、かつ共産党が比例近畿ブロックで1議席でも獲得できれば穀田が必ず比例復活できる。実際に共産党は比例近畿ブロックで毎回2議席以上獲得できており、穀田は小選挙区で4〜6.5万票程度（得票率20%〜30%程度）を毎回獲得しているため比例復活し続けられている。そのため通常は小選挙区の他党の候補者同士（ライバル）は仲が良くないとされているが、伊吹と穀田は毎度の選挙で常に当選していることから、政策論は対立しても人間関係は良好である。伊吹は穀田を戦友と表現し、穀田の国対委員長就任20周年パーティーの呼びかけ人を務めた。
2009年の第45回衆議院議員総選挙では自民党への逆風を抑えきれず、伊吹は民主党の平智之に敗れ、初めて民主党が議席を獲得。伊吹、穀田も比例で復活当選し、同一選挙区を地盤に持つ衆議院議員が3人誕生した。
2012年の第46回衆議院議員総選挙では伊吹が小選挙区当選、穀田は比例で復活当選となった。一方、みんなの党に移籍した平は落選した。2014年の第47回衆議院議員総選挙、2017年の第48回衆議院議員総選挙でも伊吹が当選し、穀田は比例復活での議席獲得となった。
2021年の第49回衆議院議員総選挙では伊吹は引退し、穀田は伊吹の後継の勝目康との対決となったが、勝目が小選挙区で当選し、穀田は9度目の比例復活となった。なお、この選挙では日本維新の会の堀場幸子も復活当選し、2009年と同様に3議員が当選した。同選挙に向けては共産党は穀田を「野党統一候補」とするよう求めていたが、立憲民主党側は候補者の擁立こそ見送ったものの、党幹事長で京都を地盤に持つ福山哲郎参議院議員が「京都は共産党と共闘できるような地域情勢ではない」と述べるなど共闘を拒否。このことから出口調査では立憲支持層は6割が穀田に投票した一方で、3割は堀場に流れた。
2024年の第50回衆議院議員総選挙を前に今度は穀田が引退し（後継は2区から出馬した堀川朗子で結果は前原誠司（維新）に敗れたものの比例での復活当選）、勝目と堀場の一騎打ちが予想された。しかし、堀場に加えて野党新人や無所属新人が乱立して票が分散。その隙を突いた勝目が自民党の裏金問題による逆風の中で重複候補の復活当選をさせない再選を果たした。
中選挙区時代は2区と選挙区が統合されていたが、現在では分かれている。

## 小選挙区選出議員
| 選挙名                 | 年                 | 当選者   | 党派       |
| ---------------------- | ------------------ | -------- | ---------- |
| 第41回衆議院議員総選挙 | 1996年（平成8年）  | 伊吹文明 | 自由民主党 |
| 第42回衆議院議員総選挙 | 2000年（平成12年） | 伊吹文明 | 自由民主党 |
| 第43回衆議院議員総選挙 | 2003年（平成15年） | 伊吹文明 | 自由民主党 |
| 第44回衆議院議員総選挙 | 2005年（平成17年） | 伊吹文明 | 自由民主党 |
| 第45回衆議院議員総選挙 | 2009年（平成21年） | 平智之   | 民主党     |
| 第46回衆議院議員総選挙 | 2012年（平成24年） | 伊吹文明 | 自由民主党 |
| 第47回衆議院議員総選挙 | 2014年（平成26年） | 伊吹文明 | 自由民主党 |
| 第48回衆議院議員総選挙 | 2017年（平成29年） | 伊吹文明 | 自由民主党 |
| 第49回衆議院議員総選挙 | 2021年（令和3年）  | 勝目康   | 自由民主党 |
| 第50回衆議院議員総選挙 | 2024年（令和6年）  | 勝目康   | 自由民主党 |

## 選挙結果
時の内閣：第1次石破内閣 解散日：2024年10月9日 公示日：2024年10月15日
当日有権者数：38万7109人 最終投票率：52.25%（前回比：3.65%） （全国投票率：53.85%（2.08%））
| 当落 | 候補者名 | 年齢 | 所属党派     | 新旧 | 得票数   | 得票率 | 惜敗率 | 推薦・支持 | 重複 |
| ---- | -------- | ---- | ------------ | ---- | -------- | ------ | ------ | ---------- | ---- |
| 当   | 勝目康   | 50   | 自由民主党   | 前   | 63,057票 | 31.86% | ――     | 公明党推薦 | ○    |
|      | 堀場幸子 | 45   | 日本維新の会 | 前   | 37,876票 | 19.14% | 60.07% |            | ○    |
|      | 平竹耕三 | 65   | 立憲民主党   | 新   | 36,232票 | 18.31% | 57.46% |            | ○    |
|      | 井坂博文 | 68   | 日本共産党   | 新   | 29,988票 | 15.15% | 47.56% |            |      |
|      | 安持成美 | 36   | れいわ新選組 | 新   | 14,531票 | 7.34%  | 23.04% |            | ○    |
|      | 安達悠司 | 42   | 参政党       | 新   | 13,825票 | 6.99%  | 21.92% |            | ○    |
|      | 山下博子 | 77   | 無所属       | 新   | 2,385票  | 1.21%  | 3.78%  |            | ×    |

- 安達は第27回参議院議員通常選挙に比例区から立候補し、当選。

時の内閣：第1次岸田内閣 解散日：2021年10月14日 公示日：2021年10月19日
当日有権者数：39万373人 最終投票率：55.90%（前回比：7.06%） （全国投票率：55.93%（2.25%））
| 当落 | 候補者名 | 年齢 | 所属党派     | 新旧 | 得票数   | 得票率 | 惜敗率 | 推薦・支持 | 重複 |
| ---- | -------- | ---- | ------------ | ---- | -------- | ------ | ------ | ---------- | ---- |
| 当   | 勝目康   | 47   | 自由民主党   | 新   | 86,238票 | 40.40% | ――     | 公明党推薦 | ○    |
| 比当 | 穀田恵二 | 74   | 日本共産党   | 前   | 65,201票 | 30.55% | 75.61% |            | ○    |
| 比当 | 堀場幸子 | 42   | 日本維新の会 | 新   | 62,007票 | 29.05% | 71.90% |            | ○    |

時の内閣：第3次安倍第3次改造内閣 解散日：2017年9月28日 公示日：2017年10月10日
当日有権者数：39万3178人 最終投票率：48.84%（前回比：0.14%） （全国投票率：53.68%（1.02%））
| 当落 | 候補者名 | 年齢 | 所属党派   | 新旧 | 得票数   | 得票率 | 惜敗率 | 推薦・支持 | 重複 |
| ---- | -------- | ---- | ---------- | ---- | -------- | ------ | ------ | ---------- | ---- |
| 当   | 伊吹文明 | 79   | 自由民主党 | 前   | 88,106票 | 47.32% | ――     | 公明党推薦 |      |
| 比当 | 穀田恵二 | 70   | 日本共産党 | 前   | 61,938票 | 33.27% | 70.30% |            | ○    |
|      | 嶋村聖子 | 40   | 希望の党   | 新   | 36,134票 | 19.41% | 41.01% |            | ○    |

時の内閣：第2次安倍改造内閣 解散日：2014年11月21日 公示日：2014年12月2日 最終投票率：48.7% （全国投票率：52.66%（6.66%））
| 当落 | 候補者名 | 年齢 | 所属党派   | 新旧 | 得票数   | 得票率 | 惜敗率 | 推薦・支持 | 重複 |
| ---- | -------- | ---- | ---------- | ---- | -------- | ------ | ------ | ---------- | ---- |
| 当   | 伊吹文明 | 76   | 自由民主党 | 前   | 73,684票 | 40.56% | ――     | 公明党     |      |
| 比当 | 穀田恵二 | 67   | 日本共産党 | 前   | 53,379票 | 29.38% | 72.44% |            | ○    |
|      | 田坂幾太 | 62   | 維新の党   | 新   | 36,353票 | 20.01% | 49.34% |            | ○    |
|      | 平智之   | 55   | 無所属     | 元   | 17,307票 | 9.53%  | 23.49% |            | ×    |
|      | 蜷川澄村 | 63   | 無所属     | 新   | 960票    | 0.53%  | 1.30%  |            | ×    |

時の内閣：野田第3次改造内閣 解散日：2012年11月16日 公示日：2012年12月4日 （全国投票率：59.32%（9.96%））
| 当落 | 候補者名 | 年齢 | 所属党派     | 新旧 | 得票数   | 得票率 | 惜敗率 | 推薦・支持 | 重複 |
| ---- | -------- | ---- | ------------ | ---- | -------- | ------ | ------ | ---------- | ---- |
| 当   | 伊吹文明 | 74   | 自由民主党   | 前   | 69,287票 | 33.22% | ――     | 公明党     |      |
|      | 田坂幾太 | 60   | 日本維新の会 | 新   | 47,273票 | 22.67% | 68.23% |            | ○    |
| 比当 | 穀田恵二 | 65   | 日本共産党   | 前   | 41,349票 | 19.83% | 59.68% |            | ○    |
|      | 平智之   | 53   | みんなの党   | 前   | 24,591票 | 11.79% | 35.49% |            | ○    |
|      | 祐野恵   | 33   | 民主党       | 新   | 24,129票 | 11.57% | 34.82% |            | ○    |
|      | 田部雄治 | 36   | 幸福実現党   | 新   | 1,932票  | 0.93%  | 2.79%  |            |      |

時の内閣：麻生内閣 解散日：2009年7月21日 公示日：2009年8月18日 （全国投票率：69.28%（1.77%））
| 当落 | 候補者名   | 年齢 | 所属党派   | 新旧 | 得票数    | 得票率 | 惜敗率 | 推薦・支持 | 重複 |
| ---- | ---------- | ---- | ---------- | ---- | --------- | ------ | ------ | ---------- | ---- |
| 当   | 平智之     | 50   | 民主党     | 新   | 105,818票 | 43.03% | ――     | 国民新党   | ○    |
| 比当 | 伊吹文明   | 71   | 自由民主党 | 前   | 81,913票  | 33.31% | 77.41% | 公明党     | ○    |
| 比当 | 穀田恵二   | 62   | 日本共産党 | 前   | 54,605票  | 22.21% | 51.60% |            | ○    |
|      | 種村由美子 | 53   | 幸福実現党 | 新   | 3,576票   | 1.45%  | 3.38%  |            |      |

時の内閣：第2次小泉改造内閣 解散日：2005年8月8日 公示日：2005年8月30日 （全国投票率：67.51%（7.65%））
| 当落 | 候補者名 | 年齢 | 所属党派   | 新旧 | 得票数    | 得票率 | 惜敗率 | 推薦・支持 | 重複 |
| ---- | -------- | ---- | ---------- | ---- | --------- | ------ | ------ | ---------- | ---- |
| 当   | 伊吹文明 | 67   | 自由民主党 | 前   | 112,848票 | 47.71% | ――     |            | ○    |
|      | 玉置一弥 | 61   | 民主党     | 前   | 68,563票  | 28.99% | 60.76% |            | ○    |
| 比当 | 穀田恵二 | 58   | 日本共産党 | 前   | 55,097票  | 23.30% | 48.82% |            | ○    |

時の内閣：第1次小泉第2次改造内閣 解散日：2003年10月10日 公示日：2003年10月28日 （全国投票率：59.86%（2.63%））
| 当落 | 候補者名 | 年齢 | 所属党派   | 新旧 | 得票数   | 得票率 | 惜敗率 | 推薦・支持 | 重複 |
| ---- | -------- | ---- | ---------- | ---- | -------- | ------ | ------ | ---------- | ---- |
| 当   | 伊吹文明 | 65   | 自由民主党 | 前   | 83,644票 | 42.27% | ――     |            | ○    |
| 比当 | 玉置一弥 | 59   | 民主党     | 前   | 63,487票 | 32.08% | 75.90% |            | ○    |
| 比当 | 穀田恵二 | 56   | 日本共産党 | 前   | 50,762票 | 25.65% | 60.69% |            | ○    |

- 玉置は第42回以前は6区で活動。第21回参議院議員通常選挙に比例区から立候補し、落選するが、2012年に大石尚子の死去に伴って繰り上げ当選となった。

時の内閣：第1次森内閣 解散日：2000年6月2日 公示日：2000年6月13日 （全国投票率：62.49%（2.84%））
| 当落 | 候補者名 | 年齢 | 所属党派   | 新旧 | 得票数   | 得票率 | 惜敗率 | 推薦・支持 | 重複 |
| ---- | -------- | ---- | ---------- | ---- | -------- | ------ | ------ | ---------- | ---- |
| 当   | 伊吹文明 | 62   | 自由民主党 | 前   | 86,490票 | 42.14% | ――     |            | ○    |
| 比当 | 穀田恵二 | 53   | 日本共産党 | 前   | 68,493票 | 33.37% | 79.19% |            | ○    |
|      | 菱田健次 | 49   | 民主党     | 新   | 50,256票 | 24.49% | 58.11% |            | ○    |

時の内閣：第1次橋本内閣 解散日：1996年9月27日 公示日：1996年10月8日 （全国投票率：59.65%（8.11%））
| 当落 | 候補者名 | 年齢 | 所属党派   | 新旧 | 得票数   | 得票率 | 惜敗率 | 推薦・支持 | 重複 |
| ---- | -------- | ---- | ---------- | ---- | -------- | ------ | ------ | ---------- | ---- |
| 当   | 伊吹文明 | 58   | 自由民主党 | 前   | 63,094票 | 31.27% | ――     |            | ○    |
| 比当 | 穀田恵二 | 49   | 日本共産党 | 前   | 60,441票 | 29.95% | 95.80% |            | ○    |
|      | 竹内譲   | 38   | 新進党     | 前   | 47,103票 | 23.34% | 74.66% |            |      |
|      | 福山哲郎 | 34   | 民主党     | 新   | 29,275票 | 14.51% | 46.40% |            | ○    |
|      | 蜷川澄村 | 45   | 自由連合   | 新   | 1,877票  | 0.93%  | 2.97%  |            |      |

- 竹内は落選後京都市議をつとめ、第45回総選挙で比例近畿ブロック単独候補として返り咲き（公明党）。
- 福山は第18回参議院議員通常選挙に立候補し、当選。